# Saho
El saho és una llengua cuixítica parlada al migdia d'Eritrea i a la regió Tigre d'Etiòpia per més de 200.000 persones i que integra, juntament amb l'àfar, el grup saho-àfar, subdivisió del cuixític oriental de les Terres Baixes.
En el territori saho, limitat per la badia d'Arafali a l'est, les valls de Laasi Ghedé al sud i les Terres Altes eritrees a l'oest, hom hi diferencia quatre varietats dialectals principals: l'assaorta, l'irob (exclusivament etiòpic), el minifero i el toroa.